# 一ノ瀬あやめ
一ノ瀬 あやめ（いちのせ あやめ）は、日本のAV女優。アロハプロモーション所属。

## 略歴・人物
2007年に「伊藤和香（いとう わか）」としてAVデビュー。
2008年に「かなと沙奈（かなと さな）」に改名し、2009年頃まで活動。所属事務所はアクシスプロモーション
2018年より「一ノ瀬あやめ」として再び活動を再開。

## 出演作品

### アダルトDVD

#### 「伊藤和香」名義
2007年
- 会社で女子社員にやってみたいエッチなことベストテン 3（9月6日、V&Rプロダクツ）
- ガールズコロシアム ファイティングインパクト Vol.06（9月7日、IMPACT）
- ミックスファイトコロシアム・ダブルインパクト Vol.06（9月14日、IMPACT）
- ザ・面接 VOL.99 超変態サラ金嬢 欲求不満の専業主婦 みんな舐めたいイジられたい（2007年10月11日（レンタル）/2008年11月28日（セル）、アテナ映像）

2008年
- 勢いのある顔面発射（2月22日、レイディックス）
- M'sプロデューサーのむちゃぶりザーメン採用面接!!（3月19日、エムズビデオグループ）
- 美妻極責め（3月21日、なでしこ）
- パンフェラ Vol.03（4月25日、ナチョス）
- 柔舌でしゃぶりあう接吻ベロ舐めレズ（5月19日、アイリング）
- 宅配妻（5月22日、ロータス企画）
- 卒業したての…（6月24日、プラネットプラス）※「わか」名義
- 女子校生と3Pして中出ししちゃいました! 究極の悦楽! 女子校生と夢の3P!（8月25日、TMクリエイト）

#### 「かなと沙奈」名義
2008年
- むちむちスポーツ Vol.1（8月29日、ユープランニング）
- 素人四畳半生中出し 人妻 紗香 29歳 悶絶乳首アクメ（8月31日、プラム）※「紗香」名義
- スーパーヒロイン絶体絶命 Vol.23 電撃戦士スーパービーグル（9月12日、GIGA）
- ぶっかけられたメガネちゃん（10月31日（レンタル）/11月14日（セル）、LEO）
- 「路線バスで美淑女の尻に勃起チ○ポを擦りつけたらヤられるか? FINAL 〜発情しすぎてディープスロートした美熟女たち〜」（11月20日、DANDY）
- ブラジルビキニ女子校生がお尻ふりふり淫乱SEX!（11月22日、ユープランイング）　※AVグランプリ 2009 エントリー作品
- ハリケーンバトル　仮面セイバーVSスーパービーグル（12月26日、GIGA）

2009年
- 憧れの美人三姉妹に他人(ヒト)が見ている前でヌかれた!!（4月4日、SODクリエイト）
- (裏)手コキクリニック 〜完全版〜 性交クリニック 5（5月7日、SODクリエイト）
- 私が初めて「オンナ」を知った瞬間 〜日本女性の同性愛告白〜（6月18日、LADY×LADY）
- ヒロインバトル バードホワイト（7月10日、GIGA）
- 「何だか今日、イケそうな気がするぅ〜♪」は本当にイケるのか?（8月15日、月刊パンチ）
- エ〜ッ、マジで!?奥さんお店で本番ヤラせるって噂、本当だったんだ!! Part.2（9月12日、月刊パンチ）※「カナ」名義
- 女子高生と2人っきりでAV観賞 2（11月15日、スターパラダイス）

2011年
- こだわりの手コキ 人妻編 11（6月25日、隼エージェンシー）
- 家庭で学べる性教育 思春期の息子とママのふれあい入浴（7月21日、SODクリエイト）

#### 「一ノ瀬あやめ」名義
2018年
- 熟れカワ40歳 現役小学校教員 キスで痙攣する敏感清楚アラフォー人妻デビュー（10月12日、KANBi）

2019年
- 人妻の欲情がまん汁肉棒生交尾（1月20日、ジュエル）※「橋本京子」名義
- 熟れカワ40歳 現役小学校教員 一ノ瀬あやめがスケべな日常を赤裸々告白! リアル再現ドキュメンタリーVTR（1月25日、KANBi）
- 高慢ちきで口うるさいP●A会長の弱みを握った俺は…（1月25日、マドンナ）
- 親友のお母さんに内緒で筆下ろしされた僕（1月31日、センタービレッジ）
- あの日から…夫の上司に犯されて リストラ対象となった夫の為に、上司に土下座強要され即ハメ、連続ピストン、オナニー強要、ナマ中出し、最後は夫の目の前で犯され理性を失う人妻（2月7日、Mellow Moon）
- 定年退職してヒマになったドスケベ義父の嫁いぢり（2月13日、ヴィーナス）
- 窓越しの誘惑 向かい部屋に住む人妻と覗き魔で童貞な僕との筆下しNTR性交（2月15日、ピーターズ）
- 「おばさんが何回でも勃たせてあげる!!」 素人熟女妻たちによる童貞筆下ろし 8 ALL2連続生中出し 4組完全収録!（2月22日、クリスタル映像）
- 超ガン見フェラ 4 〜イキ顔+潤んだ瞳でジっと見つめ合い、白濁液尽きるその時までその目を離さない〜（3月1日、SEX Agent）
- 娘の彼氏に膣奥を突かれイキまくった母（3月7日、センタービレッジ）
- ねとられている美人ママが、SEX中、家族にお電話かけ放題!! with テロップ職人匠（3月7日、JET映像）
- あの時のセフレは…友達の母親（3月14日、タカラ映像）
- のぞき見人妻レズビアン 2 インポの夫は婿養子、妻は内緒でレズ不倫（4月1日、U&K）
- 拝啓、童貞様。 その穢れの無きち○ぽで妻を寝取ってください。(できれば中出し)（4月11日、コスモス映像）※「美沙希」名義
- 憧れの女上司と ふたりっきりでビジネスホテルで… 地方営業帰りに遅くなりまさかの展開に 夢のような時間が待っていた（4月25日、タカラ映像）
- ジャンル:聖母系 オンナ盛り40歳 愛され妻のセックス備忘録（4月25日、バルタン）
- 痴漢OK熟女 3 中出しSP（5月23日、ナチュラルハイ）
- 膣壁が嫉妬するパンストの使い方。 〜パンストに包まれ、パンストに出す、パンストの新しい在り方〜（5月25日、SEX Agent）
- Wペニバンレズ 舐めて咥えて舌上発射!（6月1日、U&K）
- 脅迫シェアハウス 〜調教&洗脳リアリティ共同生活〜（6月10日、ブリット）
- 母子交尾 【吾妻路】（6月19日、ルビー）
- 強制的じゃないセルフイラマチオ 08 〜嗚咽が奏でる亀頭と咽頭のウェディングパーティー〜（5月25日、SEX Agent）
- スケベな家族がエッチなゲーム一転知らずに近親相姦 息子なら姉母祖母の裸を当ててみて! 親子三世代オール近親SP 〜見て、ハメて、息子はカラダのパーツだけで自分の家族がわかるかな!?〜（6月6日、ROCKET）※司会で出演
- ママシ●タ実話（7月18日、グローリークエスト）

### アダルトVR

#### 「一ノ瀬あやめ」名義
- 常連になれば何かあるかも!? 欲求不満なデリバリースナックのママ（2019年2月22日、CASANOVA）
- 一度体験したらもう戻れない! 不倫ヘルス スペシャル2本立て（2019年5月31日、CASANOVA）

### 成人映画

#### 「かなと沙奈」名義
- したがるかあさん 若い肌の火照り（2008年11月7日公開、国映・新東宝映画・V☆パラダイス） - 「本倉摩耶」役（主演）
- 火照る姉妹　尻・感染愛撫（2009年2月11日公開、ネクストワン） - 「森見静香」役（主演）

### Vシネマ

#### 「かなと沙奈」名義
- 団鬼六 縄と肌（2008年11月28日、ピンクパイナップル）
- 驚愕!リアルドラマSP 本当にあったエロい話（2009年3月20日、エースデュース）
- 恍惚 KOKOTSU（2009年11月6日、）※『したがるかあさん 若い肌の火照り』のDVD版
- 義母恋慕 狙われた肉体（2011年1月31日、コンマビジョン）
- 感染病棟 発情ウィルス蔓延中（2015年10月3日、コンマビジョン）※『火照る姉妹　尻・感染愛撫』のDVD版

## 書籍

### 雑誌

#### 「一ノ瀬あやめ」名義
- 花と蜜 2019年3月号（ワイレア出版） - 表紙、グラビア「美貌の罠」
- 週刊アサヒ芸能 2019年3月14日号（徳間書店） - グラビア「女教師も夜は疼くって本当ですか?」
- マジでエロい人妻の個人撮影!（マイウェイ出版） - グラビア
- 週刊アサヒ芸能 2019年4月25日号（徳間書店） - グラビア「学生の頃から疼いてたんですか?」
- 花と蜜 2019年5月号（ワイレア出版） - 表紙、グラビア「蕊」